# مهدی نفطی
مهدی نفطی (عربی: مهدي النفطي؛ زادهٔ ۲۸ نوامبر ۱۹۷۸) یک بازیکن فوتبال اهل فرانسه است.
وی همچنین در تیم ملی فوتبال تونس بازی کرده‌است.
نفطی در حال حاضر سرمربی تیم لوانته است